# Colruyt
Colruyt — сеть супермаркетов в Бельгии, является частью Colruyt Group, бельгийского многонационального семейного бизнеса по оптовой торговле, который развился из супермаркетов Colruyt. Он конкурирует с жесткими дискаунтерами, такими как Aldi и Lidl в странах Бенилюкса, где он является признанным лидером рынка.
Подразделение розничной торговли компании включает прямые поставки продуктов розничным клиентам, среди которых торговые марки Colruyt, OKay, Bio-Planet, DreamLand и ColliShop.